# Bomba ćwiczebna
Bomba ćwiczebna - specjalna bomba lotnicza stosowana podczas szkolenia personelu latającego w bombardowaniu. Konstrukcyjnie podobna do bomby orientacyjno - sygnalizacyjnej. Zamiast ładunku bojowego wyposażona jest w środek błyskowo - dymny, który sygnalizuje miejsce upadku bomby ćwiczebnej. Do znaczenia toru lotu bomby może służyć specjalny smugacz. Niekiedy korpus bomby ćwiczebnej wykonany jest z betonu.